# Електрометалургійний завод у Адрі (Med Steel)
Електрометалургійний завод у Адрі (Med Steel) — підприємство чорної металургії Сирії, майданчик якого розташований у індустріальній зоні Адра на північно-східних околицях Дамаської оази.
Завод, який став до ладу в 2012 році, спроможний продукувати 750 тисяч тонн сортової заготовки на рік. До його основного обладнання належать:
- електросталеплавильна піч ємністю 80 тонн;
- піч-ківш;
- машина безперервного виливу.
Проєкт реалізували через Mediterranean Steel Company (Med Steel S.A.L), що належить ліванській групі Demco Steel.
Можливо також відзначити, що побіч із заводом Med Steel є майданчик електрометалургійного заводу компанії Hadeed Metal Manufacturing.